# 言子墓
言子墓位于中国江苏省苏州常熟市虞山东麓、仲雍墓北侧，为西周时期孔子弟子言偃的墓葬，始建年代已失考，始修于西汉。墓坐西朝东，沿山势曲折而上，由墓道、牌坊三座、影娥池及文学桥（位于第一、二座牌坊之间）、石亭三座（位于第二、三座牌坊之间，中部的一座横额为康熙帝题写的“文开吴会”）、拜台、罗城和墓堆组成，封土直径约3.5米，高1.6米，后有明崇祯九年（1636）和清代所立墓碑各一，分别刻“先贤子游言公墓”、“先贤言子墓”。墓北有新建的崇祀堂。

## 图集
- 第一道牌坊，乾隆三十二年（1767）翰林院世袭五经博士、裔孙言汝洙等奉敕所立，正反两面均额书“言子墓道”，对联为”旧庐墨井文孙守，高陇虞峰古树森”
- 影娥池及文学桥，正面
- 影娥池及文学桥，侧面
- 第二道牌坊，正面额书“道启东南”（清乾隆帝题写），背刻“灵萃勾吴”，乾隆二十三年（1758）裔孙言汝泗所立
- 自第二道牌坊回望影娥池及文学桥
- 中部重檐歇山顶石亭正面，建于乾隆三十五年（1770）
- 第三道牌坊及两侧围墙
- 第三道牌坊，正面额书“南方夫子”（雍正时江苏布政使鄂尔泰题写）
- 罗城和墓堆